# Amsdorf (Adelsgeschlecht)

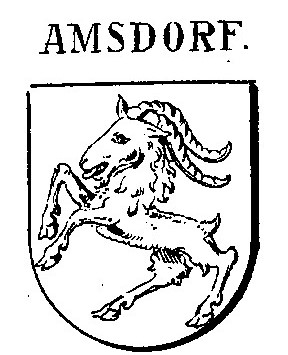
Stammwappen derer von Amsdorf

Amsdorf, zeitgenössisch auch Ambsdorff, Amsdorff o. ä., war ein sächsisches Adelsgeschlecht, das aus der Markgrafschaft Meißen stammte und Ende des 17. Jahrhunderts erloschen ist.

## Geschichte
Die Herkunft dieses Geschlechtes ist wenig erforscht. Nach Kneschkes Angabe, dass die Familie sich auch Amelungsdorf nannte, kann Amesdorf als Herkunftsort vermutet werden. 1302 wird in einer Urkunde des Klosters Pforte erstmals ein Vertreter der Familie genannt.
Im Stift Wurzen besaß die Familie zu Beginn des 16. Jahrhunderts Großzschepa.
Aus der Ehe des Amtmanns von Mühlberg Georg von Amsdorf mit Katharina, einer geborenen von Staupitz, der Schwester des Johann von Staupitz ging der Theologe Nikolaus von Amsdorf (* 3. Dezember 1483 in Torgau; † 14. Mai 1565 in Eisenach) hervor, der der bekannteste Vertreter dieses Adelsgeschlechts war. Dessen Bruder Barthel von Amsdorf hatte zwei Söhne, mit deren Nachkommen die Familie im 17. Jahrhundert erlosch.

## Wappen
Thilo von Amsdorf siegelte 1302 mit einem Schild darin ein nach rechts springender Steinbock. Nikolaus führte als Naumburger Bischof ein geviertes Wappen, in 1 und 4 das Wappen des Hochstiftes Naumburg, 2 und 3 der springende Steinbock.